# AESA
AN/APG-77은 미국의 군수업체 레이시온이 개발한 AESA(Active Electronically Scanned Array, 능동 전자주사식 위상배열) 레이다이다. 종래의 기계식 레이다처럼 송신부와 수신부가 따로 되어 회전하는 게 아니라 작은 송수신 통합 모듈 수천 개가 붙은 레이다 전반부가 고정된 형태에서 각종 기능을 수행한다. 아울러 회전하지 않더라도 충분한 영역을 커버할 수 있다. APG-77은 기계식에 비해 손색없는 정면으로부터 약 120도의 탐지범위를 갖고 있다.
더 중요한 것은 기계식과 달리 목표물이 탐지될 경우 아주 신속하게 소프트웨어의 작동만으로 전자적으로 레이다빔을 증가시키거나 방향을 전환시킬 수 있다는 사실이다. 따라서 고속기동하는 물체를 추적하는 능력도 훨씬 뛰어나다. 레이다의 전면부에 220개의 송수신 모듈(Transmitter-Receiver Module)이 부착되어 있는데 모듈 1개의 무게는 15g이지만 신호는 4W의 강력한 신호를 내뿜는다. 또한 이 레이다는 다른 레이다 전파를 역탐지할 수 있으며, AN/APG-77은 레이다가 상대에게 역탐지되지 않는 장점이 있다.
세계 각국의 최신형 전투기들은 거의 예외 없이 AESA 레이다를 장착하고 있다. 세계 최강의 전투기로 꼽히는 미국 F-22A는 APG-77(V)1, F-35A는 APG-81, 미 함재기 F/A-18E/F 슈퍼 호넷은 APG-79 AESA 레이다를 각각 장착하고 있다. 미 노스롭 그루먼과 레이시온사는 전 세계에서 수천 대가 운용되고 있는 F-16 성능개량용 AESA 레이다 SABR와 RACR를 개발해 경쟁을 벌이고 있다. AESA 레이다는 전투기뿐 아니라 지상장비, 함정 등에서도 광범위하게 활용되고 있다. 고고도 요격미사일 사드(THAAD)의 AN/TPY-2 레이다도 AESA 레이다의 일종이다. 탄도미사일 발사를 추적·감시하는 이스라엘제 그린파인 레이다도 AESA 레이다다.

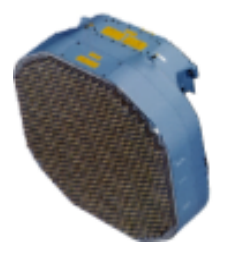
세계최초로 전투기에 탑재된 AESA 레이더, J/APG-1

## 같이 보기
- 5세대 전투기
- KF-X 사업
- PESA